# Grabostów-Bominy
Grabostów-Bominy [ɡraˈbɔstuf bɔˈminɨ] es un pueblo en el distrito administrativo de Gmina Zelów, dentro del Distrito de Bełchatów, Voivodato de Łódź, en el centro de Polonia. Se encuentra aproximadamente 7 kilómetros al este de Zelów, 11 kilómetros al noroeste de Bełchatów, y 39 kilómetros al sur de la capital regional, Łódź.